# Шустино (Московская область)
Шустино — деревня в Дмитровском районе Московской области, в составе городского поселения Дмитров. Население — 10 чел. (2010). До 2006 года Шустино входило в состав Кузяевского сельского округа.

## Расположение
Деревня расположена в центральной части района, примерно в 7 км юго-восточнее Дмитрова, по левому берегу реки Яхрома, высота центра над уровнем моря 169 м. Ближайшие населённые пункты — Ильинское на противоположном берегу реки, Ульянки на юго-востоке и Минеево на юго-западе.

## Население
| 2002 | 2006 | 2010 |
| ---- | ---- | ---- |
| 17   | ↘6   | ↗10  |